# Lautecas
Lautecas (Lautekus, Lautekas) ist eine osttimoresische Aldeia im Suco Gugleur (Verwaltungsamt Maubara, Gemeinde Liquiçá). 2015 lebten in der Aldeia 45 Menschen.

## Geographie
Lautecas liegt im Norden des Sucos Gugleur ein. Nördlich befindet sich die Aldeia Cai-Cassa, westlich die Aldeia Palistla, südlich die Aldeia Vatumori, östlich die Aldeia Lauvou und im Nordosten reicht die Spitze von Lautecas bis zur Aldeia Raenaba. Lautecas verläuft quer über einen Höhenzug der sich vom südlich gelegenen Foho Vatumori (1041 m) nach Norden hin ausdehnt. Auf ihm befindet sich das Dorf Lautecas. Im Tal östlich fließt der Tikidur, ein Quellfluss des Marae.

## Politik
2023 wurde Renato da Silva Soares zum Chefe de Aldeia gewählt.